# Annihilation of the Wicked
| Críticas profissionais | Críticas profissionais |
| Avaliações da crítica  | Avaliações da crítica  |
| Fonte                  | Avaliação              |
| ---------------------- | ---------------------- |
| allmusic               | [ 1 ]                  |
| Novo Metal             | [ 2 ]                  |
| Território da Música   | [ 3 ]                  |
| Whiplash               | [ 4 ]                  |

Annihilation of the Wicked é o quarto álbum de estúdio da banda estadunidense de death metal Nile, lançado em 2005. Marca a entrada do baterista grego George Kollias na banda.

## Faixas
| N.º | Título | Duração |  |
| 1.  | "Dusk Falls Upon the Temple of the Serpent on the Mount of Sunrise"                                       | 0:41    |  |
| 2.  | "Cast Down the Heretic"                                                                                   | 5:45    |  |
| 3.  | "Sacrifice Unto Sebek"                                                                                    | 3:03    |  |
| 4.  | "User-Maat-Re"                                                                                            | 9:14    |  |
| 5.  | "The Burning Pits of the Duat"                                                                            | 3:52    |  |
| 6.  | "Chapter of Obeisance Before Giving Breath to the Inert One in the Presence of the Crescent Shaped Horns" | 5:21    |  |
| 7.  | "Lashed to the Slave Stick"                                                                               | 4:18    |  |
| 8.  | "Spawn of Uamenti"                                                                                        | 1:14    |  |
| 9.  | "Annihilation of the Wicked"                                                                              | 8:36    |  |
| 10. | "Von Unaussprechlichen Kulten"                                                                            | 9:46    |  |

| Bônus da versão japonesa |                    |         |  |
| N.º                      | Título             | Duração |  |
| 11.                      | "Sss Haa Set Yoth" | 5:15    |  |

## Créditos
- Karl Sanders  – Guitarra, Vocal, Baglama, Saz, Teclado, Bouzouki
- Dallas Toler-Wade  – Guitarra, Vocal
- Jon Vesano  – Baixo, Vocal
- George Kollias  – Bateria, Percussão

### Produção e participações
- Mike Breazeale  – Vocais adicionais
- Neil Kernon – Gravação, mixagem e produção
- Orion Landau – Capa e layout
- Bob Moore – Engenheiro de gravação

## Desempenho nas paradas
| Parada musical (2005)                         | Posição |
| --------------------------------------------- | ------- |
| Suécia (Sverigetopplistan)                    | 27      |
| Estados Unidos (Billboard Independent Albums) | 18      |
| Estados Unidos (Billboard Top Heatseekers)    | 12      |